# Latin American Poker Tour 2018
Résultats et tournois de la saison 2018 du Latin American Poker Tour.

## Résultats et tournois

### Chili
Annulé.